# Hypocaccus gaudens
Hypocaccus gaudens är en skalbaggsart som först beskrevs av J. L. Leconte 1851.  Hypocaccus gaudens ingår i släktet Hypocaccus och familjen stumpbaggar. Inga underarter finns listade i Catalogue of Life.